# Jaś i Małgosia (film 2002)
Jaś i Małgosia (ang. Hansel & Gretel) – amerykański film familijny z 2002 roku. Film jest swobodną adaptacją baśni braci Grimm pt. Jaś i Małgosia.

## Treść
Jaś i Małgosia są wychowywani są przez ojca, który po śmierci ich matki ożenił się powtórnie z inną kobietą. Jednak jego nowa żona nienawidzi swoich przybranych dzieci. Korzystając z nieobecności męża, wysyła rodzeństwo do lasu, licząc na to, że dzieci zgubią się tam i nigdy nie wrócą. Jaś i Małgosia wędrując przez las spotkają początkowo, mieszkające w lesie, przyjazne istoty, takie jak wróżka czy troll. W końcu trafiają do piernikowego domku pewnej staruszki, która oferuje im różne smakołyki. Wkrótce okazuje się, że miła staruszka to w rzeczywistości zła wiedźma, która pragnie je pożreć.

## Obsada
- Jacob Smith – Jaś
- Taylor Momsen – Małgosia
- Thomas Curtis – Andrew
- Dakota Fanning – Katie
- Alana Austin – leśna wróżka
- Gerald McRaney – ojciec
- Delta Burke – macocha
- Lynn Redgrave – Wiedźma
- Howie Mandel – Sandman
- Sinbad – kruk (głos)
- Bobcat Goldthwait – troll
- Tom Arnold – Boogeyman